# Radar Würzburg
Radar Würzburg – niemiecki radar naziemny służący do kierowania ogniem artylerii przeciwlotniczej i światła reflektorów w czasie II wojny światowej.

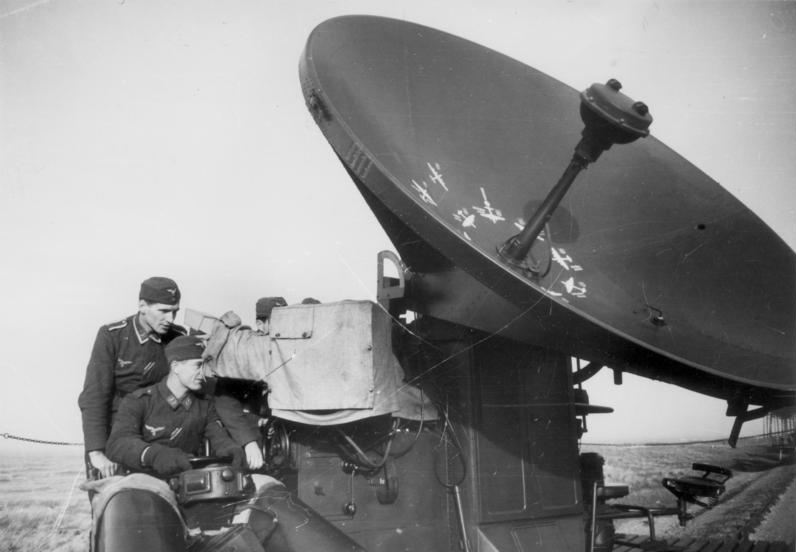
Przewoźna wersja radaru Würzburg na przyczepie

Opracowywany w firmie Telefunken od połowy lat trzydziestych. Pierwszy model, oznaczony Würzburg A, wszedł do służby w 1940; następne wersje: B, C i D były wprowadzane do 1941. Kolejne wersje miały udoskonalaną elektronikę, pozwalającą na zautomatyzowanie naprowadzania na cel. Wszystkie umieszczane były na przewoźnych przyczepach i miały składane anteny na czas transportu.
Trzymetrowej średnicy antena i nadajnik o mocy od 7 do 11 kW, pracujący na fali 54–53 cm (553-566 MHz), dawały maksymalny zasięg przeszukiwania ok. 40 km i śledzenia ok. 25 km. Radar miał częstotliwość wysyłania impulsów ok. 3750 (dokładność pomiaru odległości ok. 25 m). Radarów tych wyprodukowano ok. 4000 sztuk.
Dla większej dokładności pomiaru skonstruowano następnie większą wersję, nazwaną FuMG 65 Würzburg-Riese („Wielki Würzburg”), która posiadała antenę o średnicy 7,4 m i silniejszy nadajnik zapewniający zasięg do 70 km (układ elektroniczny pozostał bez zmian). Würzburg-Riese były montowane w stałych stacjach naziemnych, których zbudowano ok. 1500.
W lutym 1942 hitlerowska stacja radarowa w Bruneval stała się celem udanego ataku brytyjskich spadochroniarzy (operacja Biting). W jej wyniku Anglicy zdobyli podstawowe komponenty elektroniczne radaru Würzburg-Riese, będącego na wyposażeniu stacji. Udana operacja przyniosła aliantom dodatkowe korzyści dzięki reakcji dowództwa Luftwaffe, które nakazało otoczenie podwójną linią zasieków wszystkich stacji radiolokacyjnych. Do tego momentu były one bowiem niezwykle trudne do wykrycia, teraz dzięki podwójnej otoczce „kresek” stały się doskonale widoczne na zdjęciach lotniczych. To, z założenia służące poprawie bezpieczeństwa działanie, w rzeczywistości umożliwiło zniszczenie większości z nich podczas przygotowań do lądowania w Normandii w 1944.
Dwa radary Würzburg stanowiły podstawowe wyposażenie wszystkich trzech kategorii (1, 2, 3) stacji radiolokacyjnych tworzących tzw. Linię Kammhubera. W ramach systemu zwalczania wrogich samolotów Himmelbett odpowiadały za określanie pozycji namierzanego bombowca (pierwszy radar) i przechwytującego go myśliwca nocnego (drugi radar).
Radar ten pozostawał w użyciu do końca II wojny światowej.

## Linki zewnętrzne

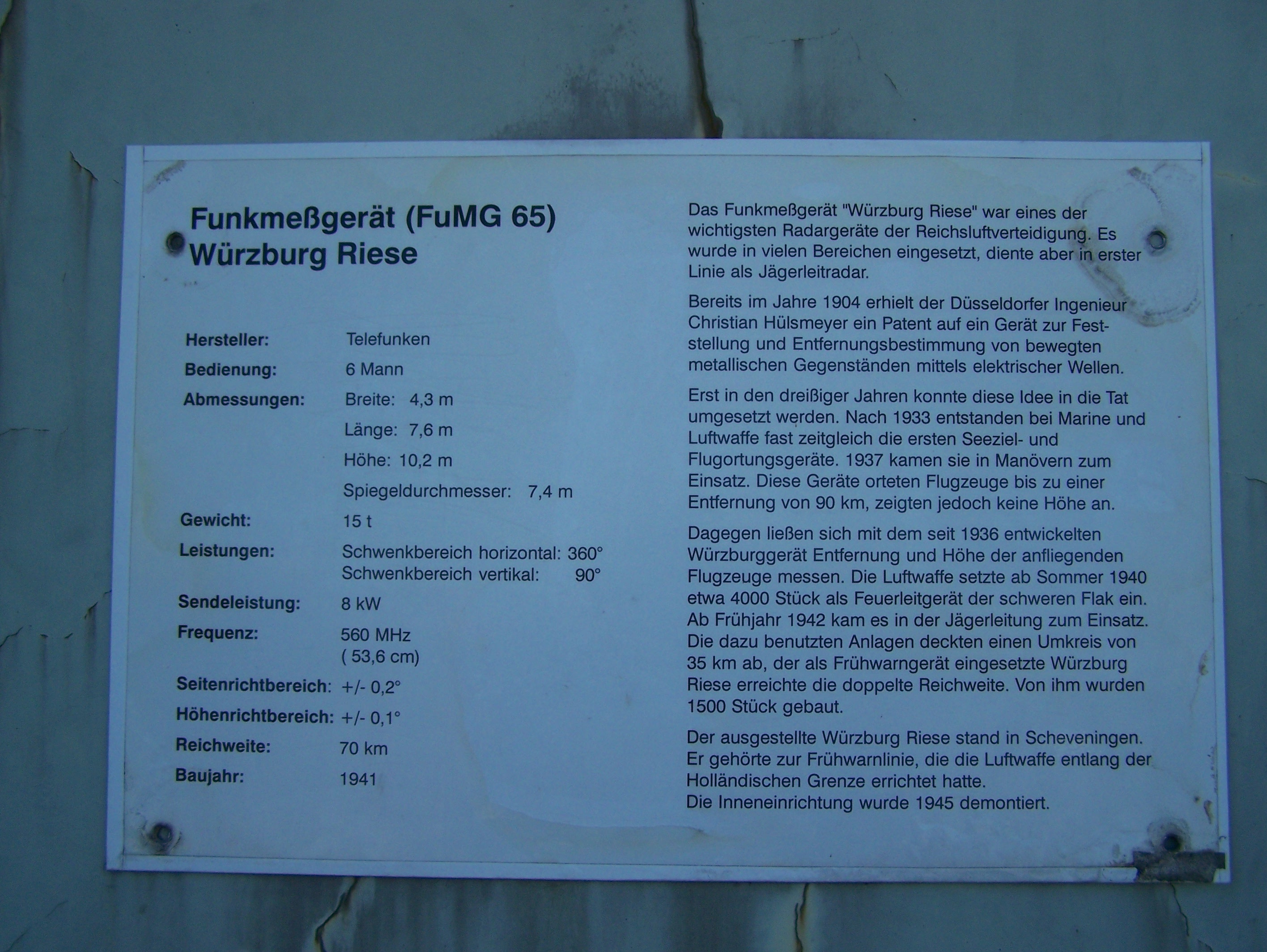
dane techniczne
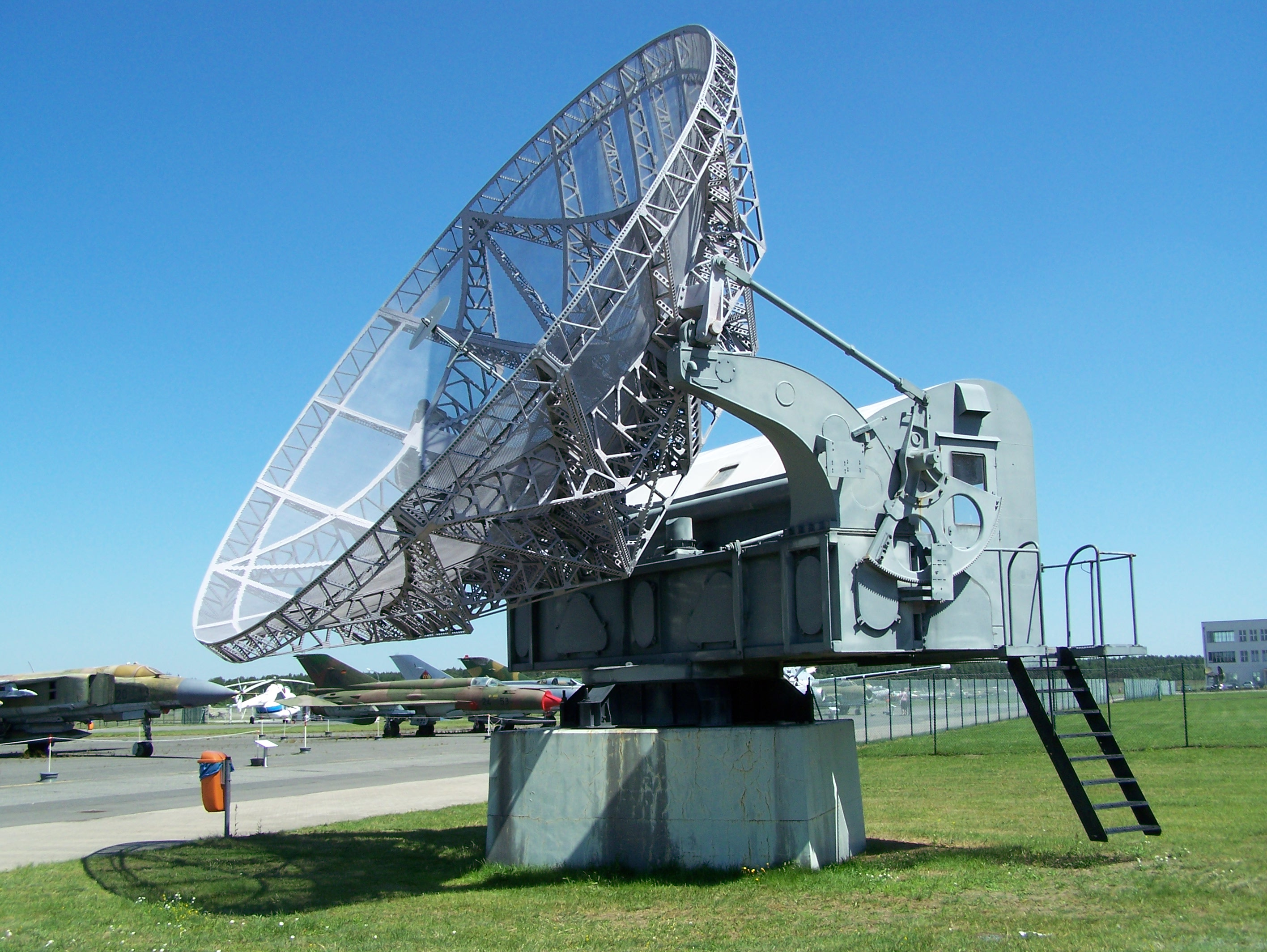
na lotnisku Gatow pod Berlinem
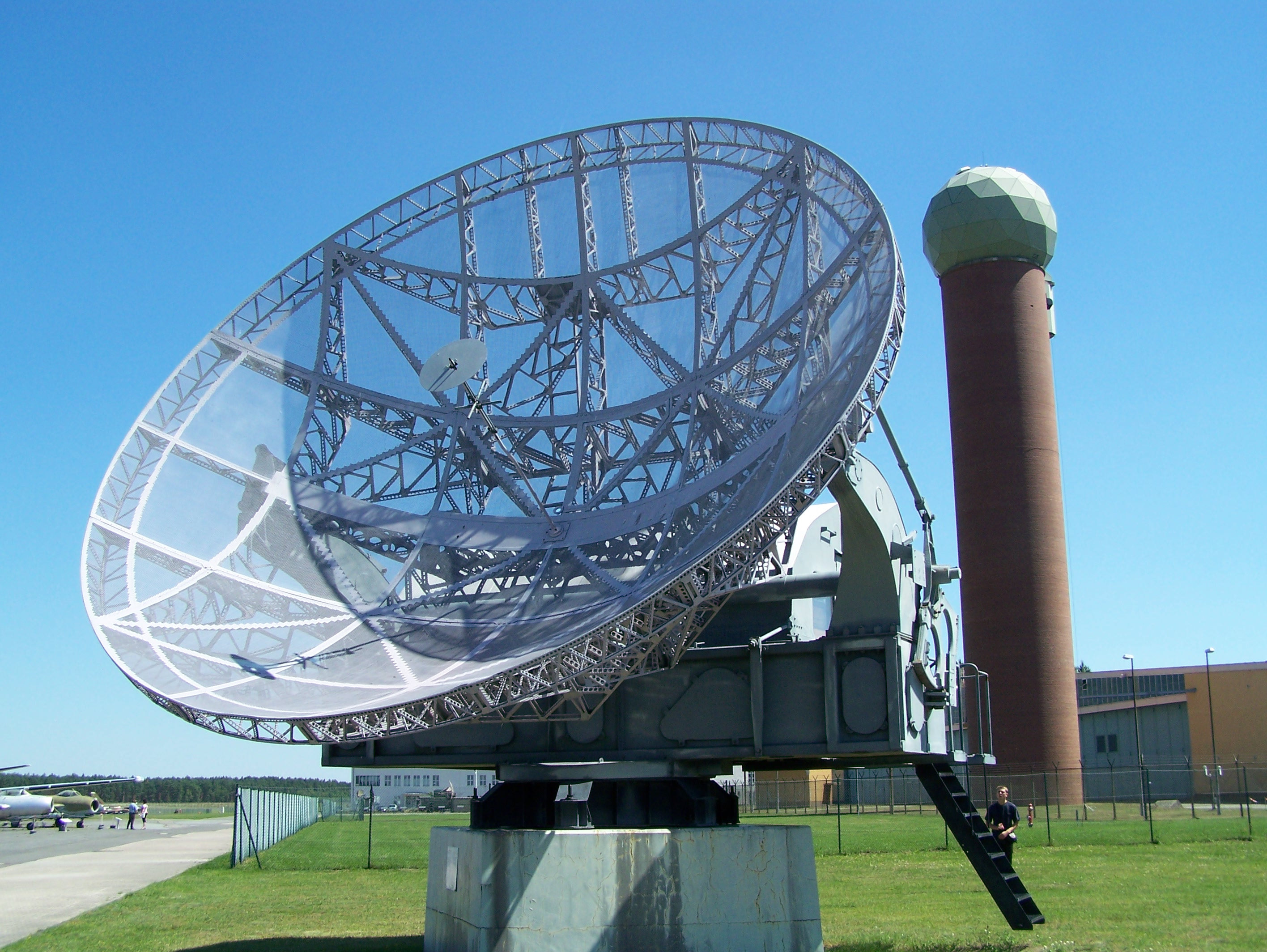